# Nasjonal Samling

Norska nazipartiet Nasjonal Samling använde Solkorset i gult och rött som partisymbol 1933-1945.

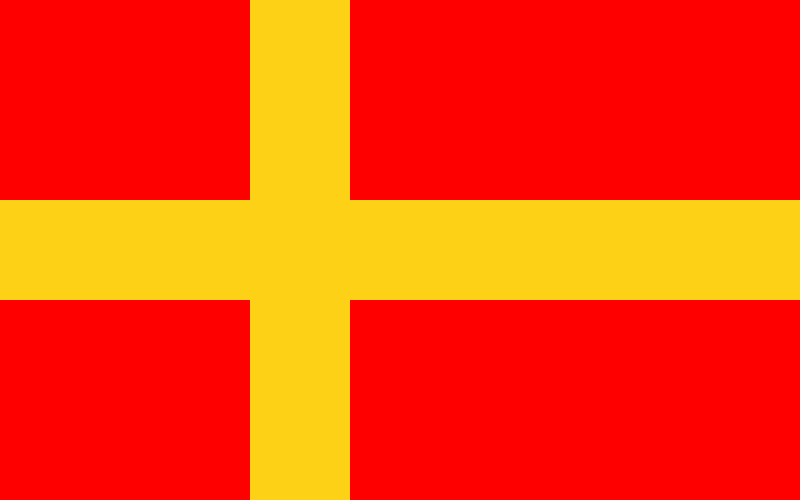
Nasjonal Samlings partiflagga, mycket lik Skånes flagga fast med andra proportioner.

Nasjonal Samling (NS) var ett norskt politiskt parti grundat den 13 maj 1933 av ledaren Vidkun Quisling. Under den tyska ockupationen av Norge samarbetade det med ockupationsmakten. Efter kriget upplöstes partiet och många av dess medlemmar straffades.

## Historisk översikt
Partiets ideologi var orienterad åt fascismen, efter 1934 åt den tyska nazismen. I stortingsvalen 1933 och 1936 fick NS cirka 2 procent av rösterna. 1937 var partiet i djup kris. Valresultaten dalade och de kristna medlemmarna lämnade partiet på grund av antisemitismen.
Under den tyska ockupationen av Norge var partiet det enda tillåtna  och Quisling blev från och med den 1 februari 1942 ministerpresident i en NS-regering som styrde landet på uppdrag av Tyskland. Partiet hade 1943 kring 44 000 medlemmar. Dess paramilitära organisation var Hirden.
Partiet förbjöds och upphörde att existera från det att fred slöts den 8 maj 1945. Ett stort antal medlemmar häktades och straffades för samarbete med tyskarna. 

## Insignier och uniformer

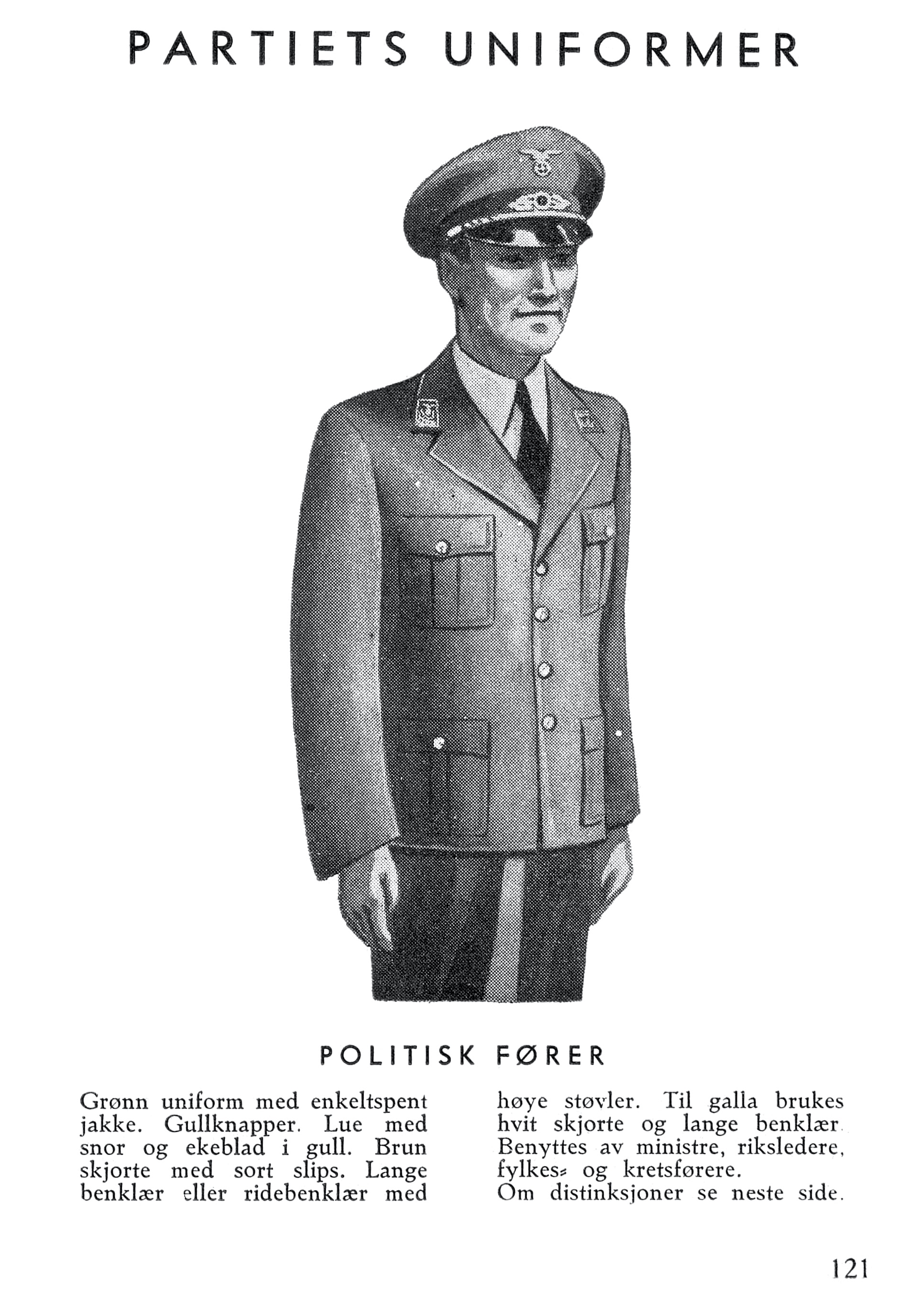
Partiuniform
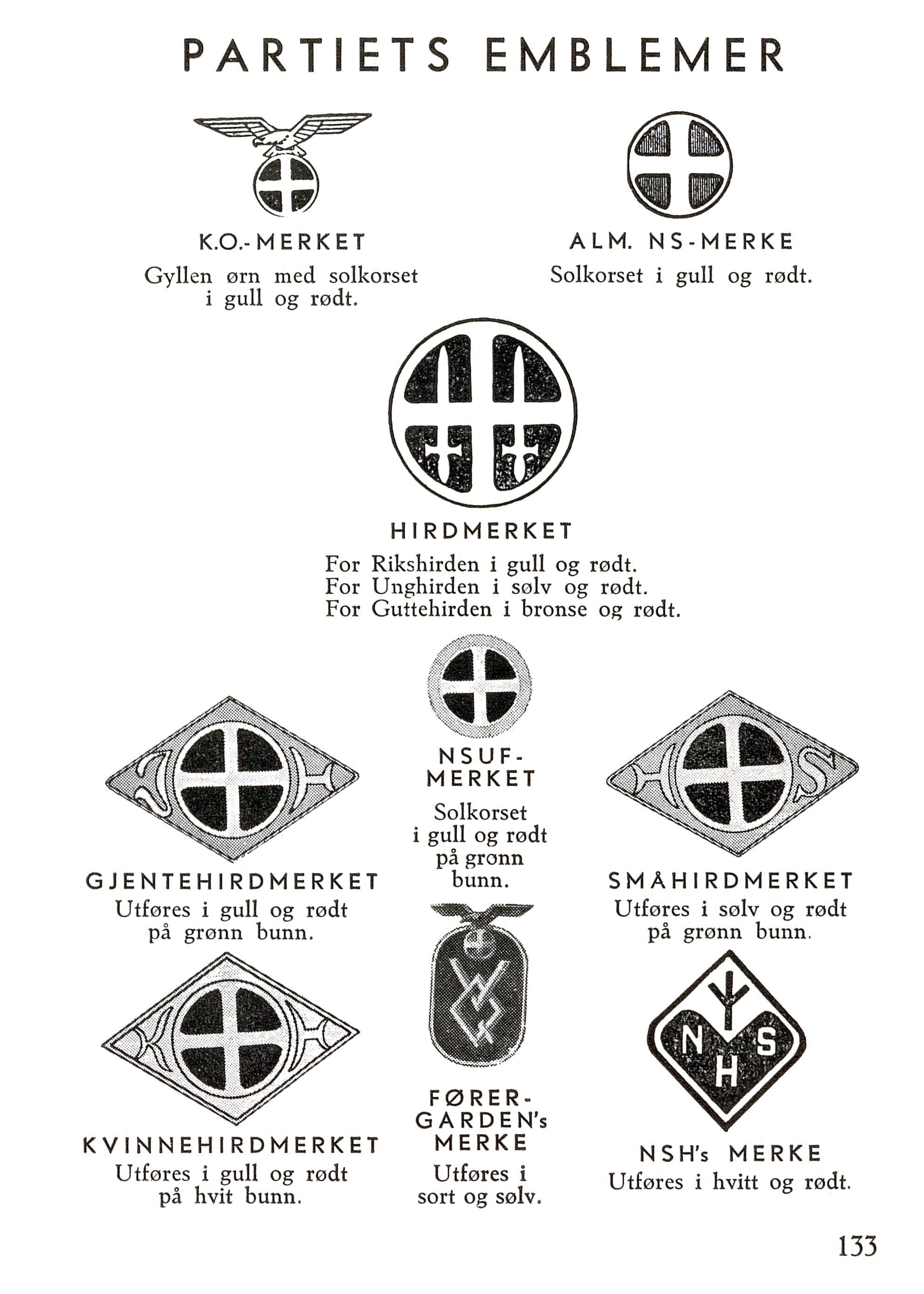
Emblem
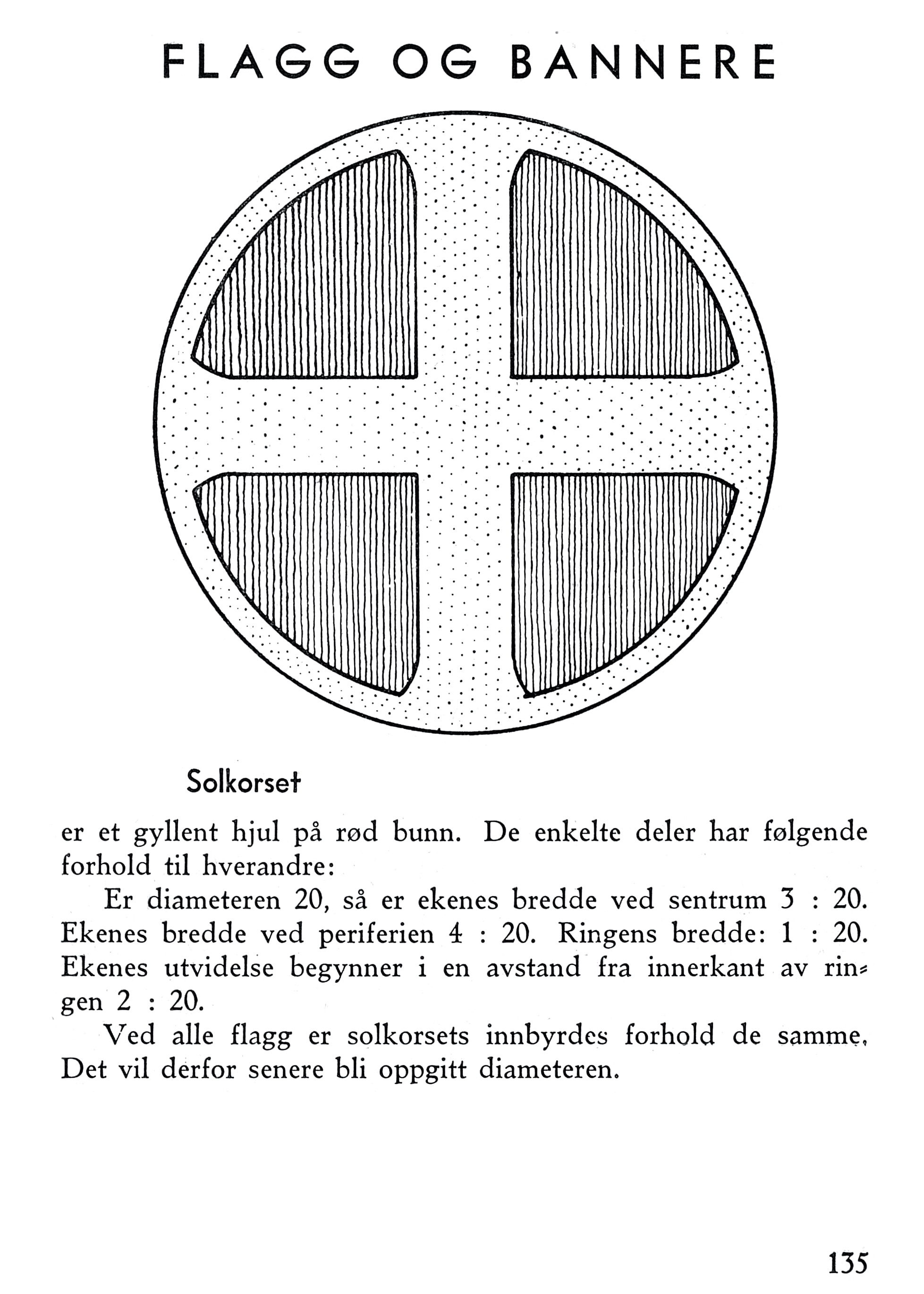
Gradbeteckningar
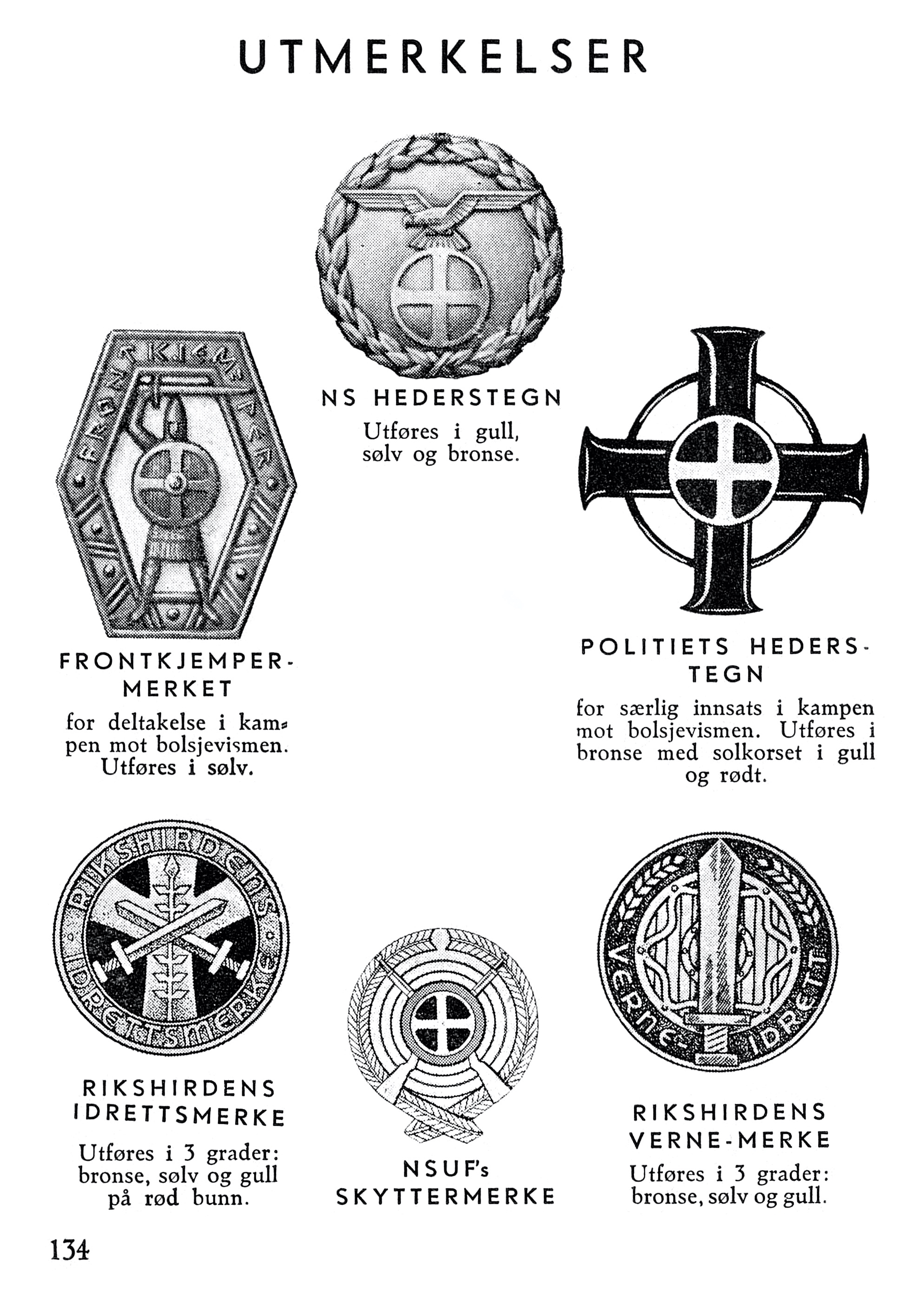
Utmärkelsetecken
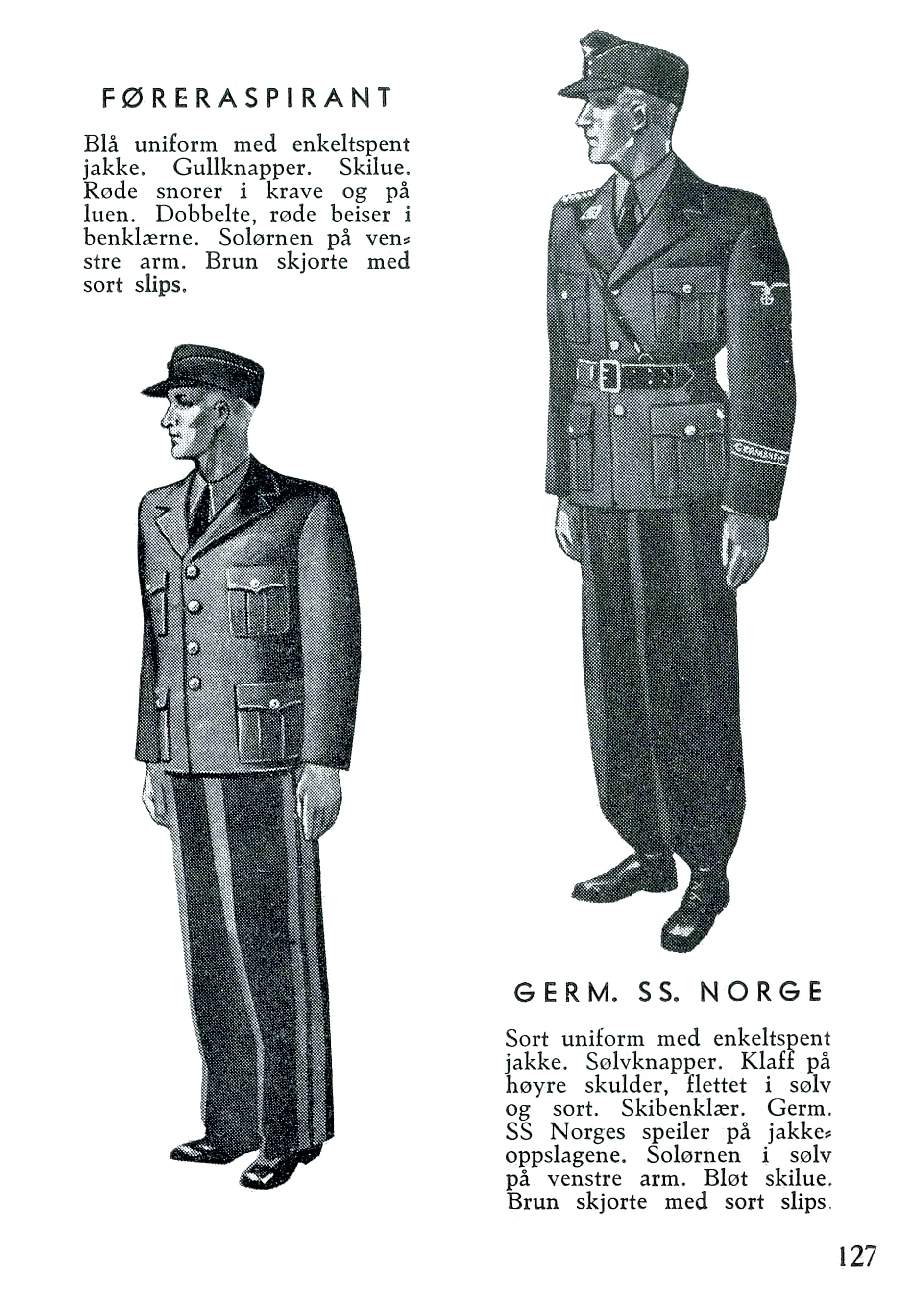
Ledaraspiranter/Germanska-SS Norge

## Kända NS-medlemmar
- Albert Viljam Hagelin, affärsman och operasångare
- Johan Bernhard Hjort, jurist
- Jens Hundseid, tidigare lantbruksminister, statsminister och ledare av Bondepartiet
- Jonas Lie, politiker, polischef och kriminalförfattare
- Gulbrand Lunde, direktör vid Hermetikkindustriens Laboratorium
- Sverre Riisnæs, jurist och justitieminister
- Henrik Rogstad, ledare för Hirden
- Ragnar Skancke, ingenjör och professor i svagströmsteknik vid NTH